# Дахла (Западная Сахара)
Да́хла  (араб. الداخلة‎, исп. Dajla, Villa Cisneros) — город в управляемой Марокко части Западной Сахары. Население по данным переписи 2004 года составляет 58 104 человек. Находится в 550 км южнее Эль-Аюна, в пустыне на узком полуострове у берега Атлантического океана. Город также является административным центром региона Вади-эд-Дахаб-эль-Кувира.
Дахла была основана в 1502 году испанскими колонистами под названием Вилья-Сиснерос (исп. Villa Cisneros). В течение колониального периода испанские власти сделали город на полуострове Рио-де-Оро центром одноимённой провинции, одной из двух провинций Испанской Сахары. Они построили военную крепость и католическую церковь, ставшие местными достопримечательностями. Во время испанской гражданской войны в городе существовала тюрьма, одним из узников которой был писатель Педро Гарсиа Кабрера.
В течение 1960-х, во времена диктатуры Франсиско Франко, в городе был построен один из трёх аэропортов Западной Сахары — «Дахла». С 1976 по 1979 год Дахла была центром мавританской провинции Тирис-эль-Гарбия. С 1979 года контролируется властями Марокко.
Основой экономики города служит рыболовство. Властями Марокко предпринимаются усилия для придания городу статуса туристического центра. Этому способствует география полуострова, защищающая протяженную бухту от океанских волн, но не препятствующая проникновению ветра, в результате чего создаются благоприятные условия для занятия кайтсёрфингом и виндсёрфингом.
Действует католическая приходская Церковь Кармельской Богоматери, являющаяся частью апостольской префектуры Западной Сахары.